# 独立準備調査会
独立準備調査会（どくりつじゅんびちょうさかい、インドネシア語:Badan Penyelidik Usaha-Usaha Persiapan Kemerdekaan）は、大日本帝国軍政時代にインドネシアに設置された、インドネシア独立の準備のために政体、領域その他の諸問題をインドネシア人委員が調査、討議、議案採択する機関である。

## 概要
独立準備調査会は、小磯声明の具体化措置として1945年3月1日に設置され、1945年5月28日発会式を挙行、同月29日から6月1日まで第1回会議を、7月10日から15日まで第2回会議を行った。本調査会において、スカルノ、ハッタ、スバルジョら60名からなる委員により旧オランダ領東インド全域を含む単一共和国の建設という方向が定められた。のちに『パンチャシラ（建国五原則）の誕生』と題されることとなるスカルノによる「独立インドネシアの基礎について」という演説が行われたのも、この会議においてであった。第1回会議の後、スカルノ、ハッタ、スバルジョらを含む9人の委員は、6月22日、憲法序文の草案、いわゆるジャカルタ憲章をまとめあげ、第2回会議に臨んだ。第2回会議では憲法制定小委員会がつくられ、さらにそのなかにつくられた憲法草案起草特別委員会が憲法草案を作成し、これが総会で審議され完成された。この成果は続いて設立された独立準備委員会に引き継がれた。